# (910) Аннализа
910 Аннали́за (910 Anneliese) — астероид главного астероидного пояса. Открыт 1 марта 1919 г. немецким астрономом Карлом Рейнмутом в Гейдельберге, Германия. Астероид был назван именем подруги немецкого астронома Юлиуса Дика из обсерватории Бабельсберга.
Аннализа не пересекает орбиту Земли, и делает полный оборот вокруг Солнца за 5,00 Юлианских лет.